# Juan Vilá Reyes
Juan Vilá Reyes (Barcelona, 5 de junio de 1925 - ibídem, 18 de enero de 2007) fue un empresario español.

## Biografía
Durante la guerra civil española su familia se refugió en Francia e Italia y se acabó instalando en Zarauz, donde su padre relanzó una modesta fábrica textil. Acabada la guerra, finalizó sus estudios de bachillerato en Barcelona en 1945 y posteriormente obtuvo el título de Ingeniero Técnico Industrial Textil. El 1942 la familia Vilá había abierto en Pamplona un taller escuela que cuatro años más tarde se convierte en Manufacturas Arga. Con 25 años se casa con María Concepción Costa Oller, con la que tuvo siete hijos. 

## Trayectoria
A principios de los 50 funda su propia empresa llamada Iwer, dedicada a la investigación y creación tecnológica textil, produciendo patentes que vendería en España y en el extranjero. El 1956 nace Maquinaria Textil del Norte de España (Matesa), donde fue consejero delegado. La empresa, radicada en Pamplona, se convirtió en una de las más prósperas de los sesenta, al dedicarse a la exportación de una maquinaria textil sin lanzadera, un sistema revolucionario en la época y con patente francesa.
MATESA consiguió grandes beneficios de la patente con exportaciones a todo el mundo, en especial a Estados Unidos. Funcionaba como un holding, con diversas empresas fabricantes que se extendieron por España, Francia y Latinoamérica.

### Caso Matesa
En 1969, poco después de haber saltado a la fama por un programa de entrevistas de Televisión Española, Ésta es su vida, cuando el negocio estaba en pleno apogeo, la Dirección General de Aduanas de España lo denunció por apropiación ilegal de fondos del Estado por un importe de diez mil millones de pesetas. MATESA había recibido dicha cantidad de una financiación especial del Banco de Crédito Industrial para operaciones de compraventa en el exterior. Al tiempo de tener que explicar la formalización de los contratos, confesó haber utilizado las propias empresas del holding en el extranjero como almacenes para simular la exportación en una operación de autoventa con el beneplácito del Banco de Crédito Industrial, pues las exportaciones como las conocemos hoy no estaban permitidas por el régimen franquista e, irónicamente, acabarían sacando a España de una recesión económica profunda. Mientras que un revuelo mediático sin precedentes envolvió el caso, llegándose a decir en la prensa que "cuando los barcos que transportaban las cajas estaban en alta mar las abrían y echaban las piedras al agua", algunos autores sostienen que se trató de un atropello político en medio de una lucha por el poder entre las alas falangista y tecnocrática del Gobierno.
Amigo personal del entonces Ministro del Plan de Desarrollo, Laureano López Rodó, en el proceso abierto, conocido como Caso Matesa, fue condenado a 223 años de prisión, aunque sólo cumplió algo menos de siete: con motivo del 35.º aniversario de la proclamación de Franco como jefe del Estado (1 de octubre de 1971), Vilà Reyes fue uno de los que recibió un indulto (en su caso, parcial); posteriormente, en 1975, fue nuevamente indultado, con motivo de la proclamación del rey Juan Carlos I.
La situación provocada tuvo amplia repercusión en España y en el mundo, debido a las vinculaciones del franquismo y del Opus Dei con el caso. Además, supuso el primer enfrentamiento entre el denominado sector azul del gobierno, dirigido por Manuel Fraga, con el del Vicepresidente del Gobierno Luis Carrero Blanco y los tecnócratas, representados por López Rodó.

### R. C. D. Espanyol
Se convirtió en directivo del RCD Español con los presidentes Cesáreo Castilla Delgado (1962) y Josep Fusté Noguera (1963-1966), llegando a la presidencia el julio de 1967 con el apoyo de Juan Antonio Samaranch. Bajo su mandato, el Espanyol juntó a cinco futbolistas excepcionales - José María, Ré, Rodilla, Amas y Marcial- que han pasado a la historia como los cinco delfines. También se inauguraron unas nuevas oficinas del club en al calle Villarroel de Barcelona, que sustituían a las que el club tenía en la calle Córcega.
En otoño de 1969, Vila-Reyes dimitió de la presidencia del Español por motivos de salud. Su gestión financiera en ese ámbito también fue criticada, por sumar una deuda de 150 millones de pesetas. En la competición, el club descendió de categoría a Segunda División a pesar de la plantilla extraordinaria que el empresario había reunido. Era un lugar común achacar a la intromisión política esos resultados deportivos.